# Liophidium pattoni
Liophidium pattoni — вид змій родини Pseudoxyrhophiidae. Ендемік Мадагаскару.

## Поширення і екологія
Liophidium pattoni мешкають на північному сході острова Мадагаскару. Вони живуть у вологих тропічних лісах, на висоті до 1000 м над рівнем моря. Живляться дрібними хребетними, яких шукають в лісовій підстилці.

## Збереження
МСОП класифікує стан збереження цього виду як близький до загрозливого. Liophidium pattoni загрожує знищення природного середовища.